# Jeffrey Hatcher
Jeffrey Hatcher (1958) es un autor teatral y escritor estadounidense.

## Biografía
Jeffrey Hatcher nació en 1958 y pasa su juventud en Steubenville, Ohio. Hatcher fue influido por su profesora en la escuela secundaria, Glenda Dunlope, una antigua actriz quien dirigía el programa teatral del Centro. Estudió después en la Universidad Denison en Granville, Ohio y posteriormente fue a Nueva York, donde estudió interpretación y ejerció de actor durante una temporada, antes de dedicarse a escribir. Está casado, desde 1990, con Elizabeth McNaught Stevens, con quien tiene un hijo.

## Obras
Hatcher es principalmente un autor teatral, pero ha escrito también guiones para cine y televisión, así como un libro sobre el arte y el oficio de escribir para el teatro: "The Art & Craft of Playwriting" que incluye entrevistas con tres importantes autores de teatro americanos: Lee Blessing, José Rivera y Marsha Norman.
Sus obras de Teatro más conocidas son "Tres puntos de vista", "Work song", "Stage Beauty y "Un Picasso" 
- Work Song: Three Views of Frank Lloyd Wright.

Escrita en colaboración con Eric Simonson y estrenada en 2000, esta obra analiza la relación entre la vida y la obra del architecto americano Frank Lloyd Wright.
- Turn Of The Screw

Adaptación de la novela del mismo título de Henry James. Turn Of The Screw, en español "Otra vuelta de tuerca", fue estrenada en 1999.
- Tuesdays With Morrie

Escrito en colaboración con Mitch Albom, es una adaptación de la novela autobiográfica de Albom: "Martes con mi viejo profesor".
- To Fool The Eye

Adaptación de la obra de Anouilh, Leocadia (1941).
- Three Viewings

Estrenada en 1994, la obra consta de tres monólogos de tres personas, que se encuentran en un funeral, sobre la semana de Navidad.
- Compleat Female Stage Beauty

Esta obra fue estrenada en 1999 y adaptada al cine en 2005 bajo el título de "Stage Beauty", en español: "Belleza Prohibida". La acción ocurre en tiempos del rey Carlos II de Inglaterra, cuando los actores de teatro tenían que representar papeles femeninos, al estar prohibido que las mujeres actuasen en escena, y el cambio que se produjo al levantar el rey la prohibición.
- Un Picasso

Basada en un incidente real: la detención de Picasso en el París ocupado en 1941 por los alemanes, es un diálogo entre Picasso y Miss Fischer una experta de arte alemán que le pide que indique la autenticidad de tres de sus obras. La premier mundial se realizó en Filadlfia en "The Philadelphia Theatre Company at Plays and Players Theater" el 31 de mayo de 2003.
- Children's Korczak

Basada en un hecho real, el intento del médico judío polaco y magnífico escritor de literatura infantil, Janusz Korczak de mantener a 400 niños polacos vivos y esperanzados en un orfanato del Gueto de Varsovia. Fue estrenada en 2006.
- The Servant Of Two Masters

Adaptación de la obra de Goldoni Arlequino, el servidor de dos amos.
- Smash

Adaptación de la novela de Bernard Shaw Un Socialista asocial.
- Bill of (W)Rights.

Diez autores ofrecen diez juegos sobre las diez primeras enmiendas de la constitución americana.
- Ella

Musical sobre la vida, la época y la música de la gran cantante Ella Fitzgerald.
- Murder by Poe.

Adaptación teatral de algunos de los mejores cuentos de terror de Edgar Allan Poe: El gato negro, El corazón delator, Los crímenes de la calle Morgue, William Wilson, La carta robada, El misterio de Marie Rogêt y La caída de la Casa Usher.
- Scotland Road

Una veinteañera es encontrada en un Iceberg, ella sólo pronuncia una palabra "Titanic".
- The Thief Of Tears.

Mac es una bella buscavidas, que vive robando joyas a los cadáveres, regresa a su hogar cuando su rica abuela muere.
- Thirteen Things About Ed Carpolott.

La vida de Virginia, la viuda de un contratista chanchullero, que descubre a la muerte de su marido que éste le ha dejado deudas con los bancos, la familia y la Mafia.

## Premios
Ha recibido los siguientes premios:
- Premio de la asociación estadounidense de críticos de teatro del año 2000 (American Theatre Critics Association Award).
- El premio Whitfield-Cooke de 1998 para el mejor autor dramático (New Dramatists Whitfield-Cooke Prize).
- Los premios de las fundaciones Jerome and McKnight de Minessota y la beca de investigación del estado de Minessota.
- Premio Barrymore de la mejor obra de teatro en 2003, por Un Picasso.